# クリス・ブレナン
クリス・ブレナン（Chris Brennan、1971年10月12日 - ）は、アメリカ合衆国の男性総合格闘家。カリフォルニア州コンプトン出身。ネクスト・ジェネレーション・ファイティング・アカデミー所属。ブラジリアン柔術黒帯。元KOTC世界ミドル級王者。

## 来歴
1998年3月13日、UFC初参戦となったUFC 16のライト級（-77kg）トーナメントではリザーブマッチでコートニー・ターナーに一本勝ちするも、決勝でパット・ミレティッチに変形肩固めで一本負け。
2001年8月4日、KOTC世界ミドル級王座決定戦でケビン・ホーガンと対戦し、腕ひしぎ十字固で一本め勝ちを収め王座獲得に成功した。
2002年9月16日、初参戦となった修斗で五味隆典と対戦し、判定負け。
2003年10月5日、PRIDE初参戦となったPRIDE 武士道で光岡エイジと対戦し、チキンウィングアームロックで一本勝ち。
2004年2月15日、PRIDE 武士道 -其の弐-で高瀬大樹と対戦し、判定負け。
2005年5月28日、アブダビコンバットの77kg未満級1回戦でマルセロ・ガッシアと対戦し、負傷判定負け。
2006年8月26日、PRIDE 武士道 -其の十二-で川尻達也と対戦し、開始29秒パウンドでKO負け。

## 戦績

### 総合格闘技
| 総合格闘技 戦績 | 総合格闘技 戦績 | 総合格闘技 戦績 | 総合格闘技 戦績 | 総合格闘技 戦績 | 総合格闘技 戦績 | 総合格闘技 戦績 |
| --------------- | --------------- | --------------- | --------------- | --------------- | --------------- | --------------- |
| 34 試合         | (T)KO           | 一本            | 判定            | その他          | 引き分け        | 無効試合        |
| 19 勝           | 1               | 17              | 1               | 0               | 1               | 0               |
| 14 敗           | 4               | 6               | 4               | 0               | 1               | 0               |

| 勝敗 | 対戦相手                         | 試合結果                           | 大会名                                                                           | 開催年月日     |
| ×    | クイン・マルハーン               | 1R 2:01 オモプラッタ               | KOTC: Militia                                                                    | 2009年6月11日  |
| ×    | ジーン・シウバ                   | 2R 2:26 TKO（パウンド）            | Cage Rage 23: Umbelievable                                                       | 2007年9月23日  |
| ○    | アダム・ディサバト               | 1R 2:49 アンクルホールド           | Gracie FC: Evolution                                                             | 2007年5月19日  |
| ×    | 川尻達也                         | 1R 0:29 KO（左膝蹴り→パウンド）    | PRIDE 武士道 -其の十二-                                                          | 2006年8月26日  |
| ×    | ビトー・"シャオリン"・ヒベイロ   | 2R 3:25 ギブアップ（目の負傷）     | Gracie FC: Team Gracie vs. Team Hammer House                                     | 2006年3月3日   |
| ○    | シャノン・"ザ・キャノン"・リッチ | 1R 三角絞め                        | Reto Maximo 7: Championship Night                                                | 2005年12月11日 |
| ○    | マーク・モレノ                   | 1R 1:14 腕ひしぎ十字固め           | Extreme Wars: X-1                                                                | 2005年7月2日   |
| ×    | 高瀬大樹                         | 2R（10分/5分）終了 判定0-3         | PRIDE 武士道 -其の弐-                                                            | 2004年2月15日  |
| ○    | 光岡エイジ                       | 1R 4:31 チキンウィングアームロック | PRIDE 武士道                                                                     | 2003年10月5日  |
| ○    | ジェイソン・セントルイス         | 1R 4:20 腕ひしぎ十字固め           | Adrenaline Fighting Championships 1                                              | 2003年7月24日  |
| ×    | ロバート・エマーソン             | アキレス腱固め                     | Hitman Fighting Productions 3                                                    | 2003年5月2日   |
| ×    | 村浜天晴                         | 1R 2:49 アキレス腱固め             | 修斗                                                                             | 2003年1月24日  |
| ×    | 五味隆典                         | 5分3R終了 判定0-3                  | 修斗 TREASURE HUNT 10                                                            | 2002年9月16日  |
| ○    | シャノン・"ザ・キャノン"・リッチ | 1R 4:50 腕ひしぎ十字固め           | Aztec Challenge 1                                                                | 2002年9月6日   |
| ×    | ジョン・アレッシオ               | 1R 2:20 TKO（パンチ連打）          | KOTC 15: Bad Intentions 【KOTC世界ミドル級タイトルマッチ】                       | 2002年6月22日  |
| ○    | トーマス・デニー                 | 1R 3:12 腕ひしぎ十字固め           | Gladiator Challenge 11                                                           | 2002年4月20日  |
| ○    | ジョン・クリソストモ             | 1R 4:10 V1アームロック             | Warriors Quest 4: Genesis                                                        | 2002年3月29日  |
| ×    | ギル・カスティーリョ             | 5分3R終了 判定0-3                  | UFC 35: Throwdown                                                                | 2002年1月11日  |
| ○    | スティーブ・バーガー             | 5分3R終了 判定3-0                  | KOTC 11: Domination 【KOTC世界ミドル級タイトルマッチ】                           | 2001年9月29日  |
| ○    | ケビン・ホーガン                 | 2R 1:08 腕ひしぎ十字固め           | KOTC 10: Critical Mass 【KOTC世界ミドル級王座決定戦】                            | 2001年8月4日   |
| ○    | ロバート・ウイン                 | 1R 1:05 腕ひしぎ十字固め           | Reality Submission Fighting 1                                                    | 2000年10月6日  |
| ×    | ジョー・ハーリー                 | 1R 4:30 KO（肘打ち）               | KOTC 5: Cage Wars 【KOTCミドル級スーパーファイト選手権試合】                     | 2000年9月16日  |
| ○    | アントニオ・マッキー             | 2R 0:09 KO（ハイキック）           | KOTC 3: Knockout Nightmare 【KOTCミドル級スーパーファイト選手権試合】            | 2000年4月15日  |
| ○    | ジョー・スティーブンソン         | 1R 2:04 三角絞め                   | KOTC 1: Bas Rutten's King of the Cage 【KOTCミドル級スーパーファイト王座決定戦】 | 1999年10月30日 |
| ×    | スティーブ・ゴム                 | 1R 2:27 ギブアップ（膝蹴り）       | Bas Rutten Invitational 3                                                        | 1999年6月1日   |
| ○    | スティーブ・ホートン             | 1R 2:13 フロントチョーク           | Extreme Challenge 22                                                             | 1998年11月21日 |
| ×    | パット・ミレティッチ             | 1R 9:02 変形肩固め                 | UFC 16: Battle in the Bayou 【ライト級トーナメント 決勝】                        | 1998年3月13日  |
| ○    | コートニー・ターナー             | 1R 1:20 腕ひしぎ十字固め           | UFC 16: Battle in the Bayou 【ライト級トーナメント リザーブマッチ】              | 1998年3月13日  |
| ×    | パット・ミレティッチ             | 30分1R終了 判定1-2                 | Extreme Challenge Trials                                                         | 1997年11月15日 |
| △    | パット・ミレティッチ             | 20分1R終了 ドロー                  | Extreme Challenge 9                                                              | 1997年8月30日  |
| ○    | デウシオ                         | 1R 0:45 フロントチョーク           | Carioca de Freestyle                                                             | 1996年2月10日  |
| ○    | スティーブ・オリバー             | 1R 1:52 チョーク                   | Independent Event                                                                | 1996年1月24日  |
| ○    | ランドール・ケンプ               | 1R 1:35 腕ひしぎ十字固め           | Independent Event                                                                | 1996年1月24日  |
| ○    | スコット・カーター               | 1R 2:12 チョーク                   | Independent Event                                                                | 1996年1月5日   |

### グラップリング
| 勝敗 | 対戦相手           | 試合結果 | 大会名                         | 開催年月日    |
| ×    | マルセロ・ガッシア | 負傷判定 | ADCC 2005 【77kg未満級 1回戦】 | 2005年5月28日 |

## 獲得タイトル
- 初代KOTCミドル級スーパーファイト王座（1999年）
- 初代KOTC世界ミドル級王座（2001年）